# CSS Armstrong

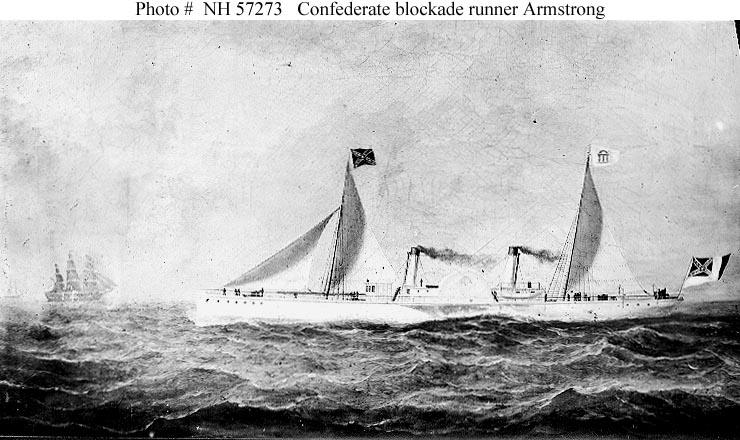
Fotografía del siglo XIX de una pintura del Armstrong. El Armstrong fue capturado el 4 de diciembre de 1864 frente a Wilmington, Carolina del Norte.

El CSS Armstrong (o SS Armstrong) era un corredor de bloqueo confederado construido en 1864 para los confederados en la Guerra de Secesión.

## Características
Era un vapor de ruedas laterales, con propulsión de doble chimenea, fue hecho para romper el bloqueo de la Unión en la evasión del bloqueo naval durante la guerra de Secesión.

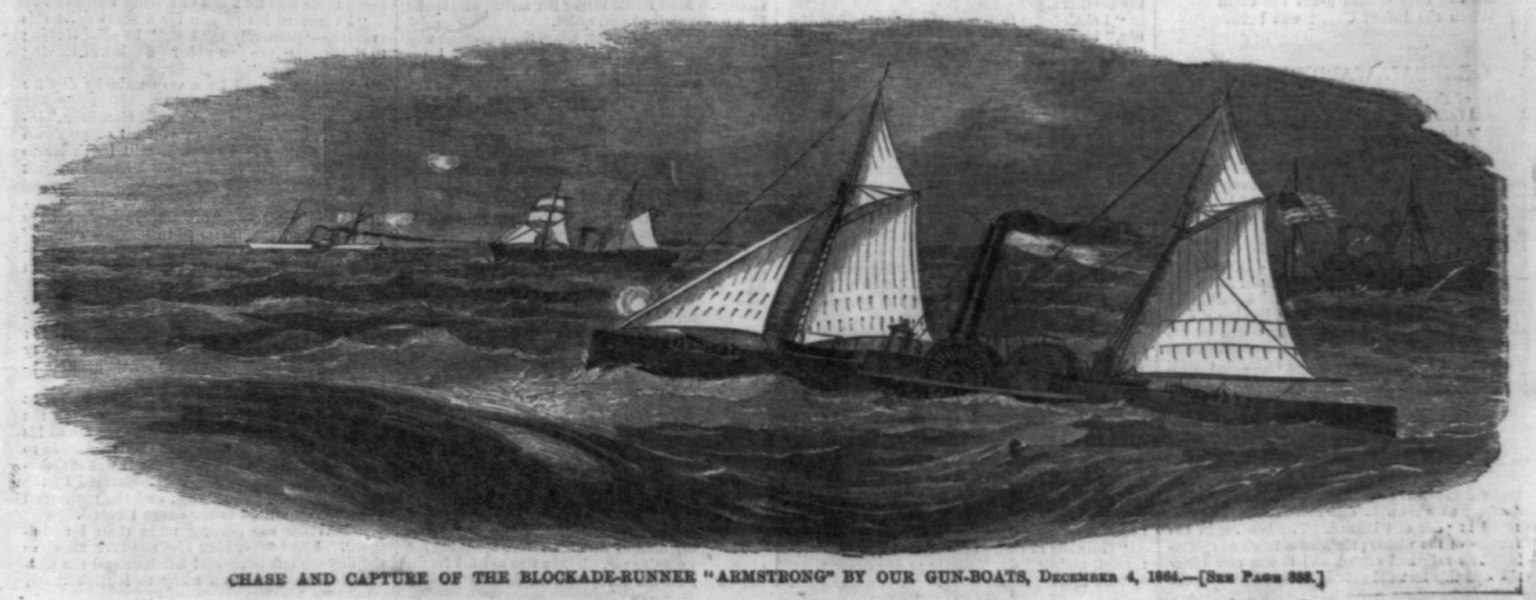
Captura del vaporizador confederado Armstrong por los buques unionistas.

## Historial de servicio
El Armstrong, un buque de vapor de ruedas laterales de hierro de 70 metros de largo, fue construido en Glasgow, Escocia, en 1864. Propiedad de la empresa Crenshaw and Company, dirigió con éxito el bloqueo federal de los puertos atlánticos de los Estados Confederados de América cinco veces durante los últimos cuatro meses de 1864. El 4 de diciembre de ese año, mientras intentaba salir de Wilmington, Carolina del Norte, fue capturada por los barcos de la Armada estadounidense USS R. R. Cuyler, USS Gettysburg, USS Mackinaw y USS Montgomery.